# James Foley (nhà báo)
James Wright Foley (18 tháng 10 năm 1973 – 19 tháng 8 năm 2014) là một nhà báo tự do người Mỹ làm phóng viên đưa tin về cuộc nội chiến Syria cho hãng thông tấn AFP và GlobalPost. Ngày 22 tháng 11 năm 2012, Foley bị bắt cóc ở miền tây bắc Syria và bị quân khủng bố Nhà nước Hồi giáo giết hại ngày 19 tháng 8 năm 2014.

## Cuộc đời và sự nghiệp
Foley sinh tại Rochester, New Hampshire ngày 18 tháng 10 năm 1973, là con đầu lòng trong số năm người con của John và Diane Foley. Anh theo đạo Công giáo

### Học vấn
Foley theo học trường Kingswood Regional High School ở Wolfeboro, New Hampshire, rồi học trường Đại học Marquette - một trường đại học tư của Dòng Tên – và tốt nghiệp năm 1996,. Sau đó anh học tiếp "Chương trình thạc sĩ nghệ thuật cho các nhà văn & nhà thơ" (MFA Program for Poets & Writers) ở Đại học Massachusetts tại Amherst, tốt nghiệp năm 2003, rồi học tiếp Trường báo chí Medill của Đại học Tây bắc và tốt nghiệp năm 2008.

### Sự nghiệp
Foley bắt đầu dạy học ở Arizona (Massachusetts) và Chicago (Illinois) rồi chuyển sang làm nhà báo chụp hình từ giữa thập niên năm 2000.
Tháng 4 năm 2011, Foley – lúc đó đang làm việc cho GlobalPost để đưa tin về cuộc Nội chiến Libya – cùng 3 nhà báo khác đã bị Lực lượng trung thành với Muammar Gaddafi bắt giam gần Brega (Libya), trong đó nhà báo đồng nghiệp Anton Hammerl đã bị giết chết trong cuộc tấn công này. Foley đã được phóng thích sau 44 ngày giam giữ và đã trở về Milwaukee (Mỹ)  Trong một cuộc phỏng vấn, Foley nói rằng: 
| “ | "Bạn trải qua những cảm xúc khác nhau khi bạn ở trong tình trạng bị giam giữ. Những ý tưởng cực kỳ lạ xuất hiện. Bạn không muốn bị xác định là một anh chàng bị bắt nhốt trong năm 2011. Tôi tin rằng nghề làm báo ở tiền tuyến là rất quan trọng [nếu không có nó] chúng ta không thể nói cho thế giới biết [chiến tranh] tồi tệ như thế nào". | ” |

Foley cũng đã viết một bài cho Tạp chí Marquette nói rằng việc cầu nguyện và đọc kinh Mân Côi đã giúp anh vững tin khi bị giam giữ. Foley đã nhanh chóng trở lại Libya - và cùng với phóng viên Tracey Shelton của GlobalPost - kịp tường thuật vụ bắt nhà độc tài Muammar Gaddafi vào ngày 20 tháng 10 năm 2011.
Foley tiếp tục làm việc như một nhà báo tự do cho GlobalPost và các phương tiện truyền thông khác như hãng thông tấn AFP cho tới khi anh bị bắt ở Syria năm 2012.

## Bị bắt cóc và bị giết
Foley cùng với người phiên dịch bị bắt cóc ở vùng tây bắc Syria khi đang trên đường tới biên giới Thổ Nhĩ Kỳ ngày 22 tháng 11 năm 2012. Ít lâu sau, người phiên dịch đã được phóng thích.
Các nguồn tin trong quá trình điều tra ban đầu nói rằng Foley đã bị bắt cóc bởi lực lượng dân quân Shabiha, một nhóm trung thành với Tổng thống Syria Bashar al-Assad. Sau đó có tin cho biết là anh bị giam giữ ở căn cứ tình báo của Không lực Ả Rập Syria tại Damascus.
Trong các cuộc thương lượng từ tháng 11 tới tháng 12 năm 2013, nhóm tự xưng là Nhà nước Hồi giáo Iraq và Levant đòi gia đình Foley, GlobalPost và chính phủ Hoa Kỳ khoản tiền chuộc là 100 triệu euro (tương đương khoảng 132 triệu dollar Mỹ). Viên giám đốc điều hành của "GlobalPost", Philip Balboni, nói rằng công ty của ông đã tiêu hàng triệu dollar cho các nỗ lực để có thể chuộc Foley về, trong đó có việc thuê một hãng an ninh quốc tế. Vào tháng 9 năm 2013, hãng an ninh này đã có thể xác định vị trí giam giữ Foley và đã có thể theo dõi các vị trí giam giữ anh. Foley đã bị di chuyển nhiều lần trong thời gian bị giam giữ.
Tháng 7 năm 2014, tổng thống Hoa Kỳ Barack Obama đã cho phép một hoạt động giải cứu "lớn và phức tạp" sau khi các nguồn tin của cơ quan tình báo Mỹ cho biết các con tin đang bị giam giữ tại một địa điểm cụ thể ở Syria. Tuy nhiên, việc giải cứu đã thất bại vì trước đó các con tin đã được di chuyển tới nơi khác. Cuộc hành quân giải cứu này có sự tham gia của "Các lực lượng hành quân đặc biệt" gồm nhiều binh chủng, trong đó có "Lữ đoàn Không vận đặc biệt thứ 160", các máy bay quân sự, trực thăng và các máy bay không người lái (drone). Khi Lực lượng xung kích Delta Mỹ đổ bộ xuống phía đông thành phố Raqqa của Syria, họ đã gặp phải hỏa lực của quân khủng bố và họ biết rằng các con tin đã bị di chuyển tới nơi khác rồi. Lực lượng đặc biệt Hoa Kỳ đã chống trả mãnh liệt khiến cho quân của Nhà nước Hồi giáo bị nhiều thương vong, trong khi Lực lượng đặc biệt Hoa Kỳ chỉ có một người bị thương nhẹ. Cuộc hành quân này chỉ được giải mật sau khi Foley bị giết, và là cuộc hành quân đầu tiên của quân đội Mỹ bên trong lãnh thổ Syria trong cuộc Nội chiến Syria. Từ đó, đã không thể xác định được nơi giam giữ Foley cùng các con tin khác nữa.
Ngày 12 tháng 8 năm 2014, cha mẹ của Foley nhận được một thư điện tử từ các kẻ bắt cóc con họ, nói rằng chính phủ Hoa Kỳ đã từ chối trả tiền chuộc, và không giống như các chính phủ khác, đã từ chối đàm phán trao đổi tù nhân, và cũng "không có lý do để thương lượng với những người Hồi giáo, ngoại trừ thông qua vũ lực". Các tác giả của thư điện tử cho biết họ sẽ trả thù các vụ đánh bom của Mỹ, bắt đầu bằng việc giết Foley. John Foley – cha của James Foley – nói rằng ông đã không lường trước được sự tàn bạo của các kẻ bắt cóc con mình. Ngay cả sau khi nhận được thư điện tử, ông vẫn hy vọng rằng việc thương lượng để giải thoát con ông vẫn có thể được tiến hành. Một nguồn tin thân cận gia đình Foley cho biết gia đình này đã (quyên góp) sẵn sàng trả khoản tiền chuộc (khoản tiền không được tiết lộ) để giải thoát Foley, dù có vi phạm luật của Hoa Kỳ.
Người ta đã không biết rõ nơi giam giữ Foley, cho tới ngày 19.8.2014 khi Nhà nước Hồi giáo phát một video lên YouTube dưới tên ″Một thông điệp cho Mỹ″. Mặc dù đoạn video này đã nhanh chóng bị xoá, nó vẫn tiếp tục được lưu truyền trên các website khác và phổ biến rộng rãi trên các phương tiện truyền thông xã hội. Cuốn video này dường như gồm nhiều cảnh quay khác nhau, không chỉ rõ thời điểm Foley bị chặt đầu; điều này cho thấy sự khác biệt với những cuốn video chặt đầu ít phức tạp trước đây thường quay toàn bộ hành động. Sau khi xác của Foley được chiếu, người đàn ông đeo mặt nạ tiết lộ rằng Nhà nước Hồi giáo đang nắm giữ một nhà báo Mỹ khác - Steven Joel Sotloff, cộng tác viên của tạp chí Time - và nói rằng ông này sẽ bị giết nếu Tổng thống Mỹ Obama không ngưng các cuộc không kích chống lại Nhà nước Hồi giáo. Cuốn video này được quay tại một nơi hoang mạc không biết rõ, và các nguồn phương tiện truyền thông sau này cho biết kẻ bịt mặt trong video tên là Jihadi John, kẻ đã thực hiện vụ giết Foley và đưa ra các lời đe dọa.
Ngày 19.8. 2014 gia đình Foley đã xác nhận là anh ta đã chết. Ngày 20.8.2014, Hội đồng An ninh Quốc gia Hoa Kỳ xác nhận cuốn video này là đích thực.
Vì hình ảnh trong cuốn video bị mờ dần ngay sau khi một Foley bình tĩnh bị con dao cứa qua cổ anh nhiều lần mà không có máu chảy ra, sau đó video chuyển sang cảnh xác chết của anh, nên một số nhà phân tích pháp y cho rằng cảnh xử tử trong đoạn video này có thể đã được dàn dựng, và cái chết thực sự của anh xảy ra sau đó, có lẽ bởi tay của một kẻ hành quyết khác, không được ghi vào video.
Bà Diane Foley – mẹ của James Foley - đã đăng trên trang Facebook "Hãy trả tự do cho James Foley": "Chúng tôi chưa bao giờ tự hào hơn về James, con trai của chúng tôi, James đã hy sinh cuộc đời của mình để phơi bày cho thế giới biết sự đau khổ của người dân Syria". Đức Giáo hoàng Phanxicô đã điện thoại cho gia đình Foley để bày tỏ lời chia buồn của mình. Người em trai của Foley nói anh ta tin rằng chính phủ Mỹ đáng lẽ phải làm nhiều hơn để cứu James trong quá trình đàm phán con tin, nhưng bị hạn chế bởi chính sách không trả tiền chuộc và các vấn đề không xác định khác.. 
Bộ Tư pháp Mỹ đang theo đuổi một cuộc điều tra hình sự về cái chết bị chặt đầu của James Foley, Tổng chưởng lý Eric H. Holder công bố vào ngày 21.8.2014: "Chúng tôi sẽ không quên những gì đã xảy ra và người ta sẽ phải chịu trách nhiệm, cách này hay cách khác".

## Vinh danh
- Ngày 22 tháng 8 năm 2014, nghệ sĩ tạo hình trên cát Sudarsan Pattnaik người Ấn Độ đã tạo một bức tượng bằng cát mô tả diện mạo Foley, bằng 4 tấn cát trên bãi biển thành phố Puri, phía đông tỉnh Odisha. Tác phẩm điêu khắc này, với thông điệp "Không được giết những người vô tội !", đã thu hút nhiều người tới bãi biển.[47]
- Học bổng mang tên James Foley ở Trường Truyền thông J. William và Mary Diederich đã được Đại học Marquette thiết lập để vinh danh Foley.[48][49]